# Fanny Kistner-Hensel
Fanny Julie Magdalene Elisabeth Kistner-Hensel (geboren 18. Dezember 1918 in Erlangen; gestorben 24. August 2006 ebenda) war eine deutsche Cembalistin, Pianistin, Musikpädagogin, Komponistin und Herausgeberin.

## Leben und Wirken
Fanny Kistner-Hensel entstammt der Familie der Nachkommen des Philosophen Moses Mendelssohn. Die Komponistin und Pianistin Fanny Hensel-Mendelssohn war ihre Urgroßmutter, der Philosoph Paul Hensel ihr Vater und die Historikerin Cécile Lowenthal-Hensel (auch Löwenthal-Hensel) ihre jüngere Schwester.
In Erlangen besuchte Fanny Hensel (so ihr Mädchenname wie der Ehename ihrer Urgroßmutter) das humanistische Gymnasium. Mit sechs Jahren begann sie bei der Erlanger Musikerin und Pädagogin Léonie Langen-Mendelssohn-Bartholdy mit Musikunterricht bis zum Jahr 1936. Von da ab studierte sie in München an der Akademie der Tonkunst bei Li Stadelmann Cembalo. Ihr Kompositionslehrer dort war Joseph Haas. Von 1940 bis 42 vervollständigte sie ihr Studium in der Meisterklasse Li Stadelmanns. Ab 1943 wirkte sie in Erlangen als Musikpädagogin und unternahm von da aus Konzertreisen.
Im Dritten Reich traf alle Träger und Verwandte des jüdischen Namens Mendelssohn u. a. ein Berufsverbot; inwieweit Fanny Kistner-Hensel betroffen war, ist nicht bekannt. In den Nachkriegsjahren machte sie sich als Bach- und Händelinterpretin einen Namen und konzertierte mit dem Erlanger Kammerorchester.
Kistner-Hensel lebte und wirkte, so wie die Musikerin Léonie Langen-Mendelssohn-Bartholdy, hauptsächlich in der fränkischen Universitätsstadt Erlangen. Neben ihrer pädagogischen Tätigkeit widmete sie sich besonders dem Werk ihrer Urgroßmutter Fanny Hensel. Die von ihr im G. Henle Verlag im Jahr 1986 herausgegebenen Ausgewählten Klavierwerke ihrer Urgroßmutter gehören zu den frühesten Drucken dieser erst spät wiederentdeckten Komponistin. Dabei arbeitete sie mit dem Mendelssohn-Forscher Rudolf Elvers und dem Pianisten Hans-Martin Theopold zusammen.

### Kompositionen
Über Umfang und Einzelheiten zu Kistner-Hensels Werk als Komponistin besteht noch weitgehend Unklarheit. Kürschners Musiker-Kalender verzeichnet nur ein Werk:
- Klavierstücke für Anfänger (Manuskript)

Es gibt Anzeichen für größere Kompositionen:
- Musik für Chor und Orchester zu Faust II, Furore Verlag 2007
- Lieder, in Miriams-Song-Music, Zuk Records, Bremerhaven 2010

Der sie betreffende Familiennachlass ist weitgehend unerforscht.

## Veröffentlichungen
Als Pianistin
- Tonträger (?): Schläft ein Lied in allen Dingen, Vertonungen von Fanny Hensel, Hugo Wolf u. a. von Eichendorff, Hölderlin, Rilke u. a.; Begleitung: Kistner-Hensel? Hansisches Druck- und Verlagshaus, Frankfurt a. M. 2011, ISBN 978-3-8692-1072-8, OCLC 846347174.
- Druck/Tonträger (?): Fanny Kistner-Hensel (als Komponistin?:) Faust II, Partitur. Furore, Kassel 2007. (Pianistin, Begleiterin:) Lieder von Fanny Hensel(-Mendelssohn)

Als Komponistin
- Faust, Teil II für Orchester, Chor und Solisten (Beginn Angabe unter Fanny Hensel, Arr. Furore Verlag 2007); Lieder mit Kl. Begl. von Fanny Hensel unter dem Namen Kistner-Hensel/Hensel (Klavier?)
- Tonträger/Druck (?): Lied(er) in Miriams-Song-Music.  Jüdische Komponistinnen des 19. und 20. Jahrhunderts. Zuk Records, Bremerhaven 2010, OCLC 883909045.